# Poiana Ilvei (gmina)
Poiana Ilvei – gmina w Rumunii, w okręgu Bistrița-Năsăud. Obejmuje tylko jedną miejscowość Poiana Ilvei. W 2011 roku liczyła 1407 mieszkańców.